# Michel Scourneau
Michel Scourneau actor de cine, teatro y televisión y profesor de teatro belga nacido en Lieja.

## Filmografía
- 1991: Betty
- 1992: Les Visiteurs de Jean-Marie Poiré.
- 1997: Barracuda
- 2001: Monsieur Batignole de Gérard Jugnot.
- 2001: Wasabi
- 2002: Gangsters
- 2002: Ne quittez pas !
- 2003: Casablanca Driver
- 2004: Papa (Barthélémy) de Maurice Barthélémy.
- 2005: La Comédie du pouvoir

Interpretó a Père Fouras en 1990 (Fort Boyard en France 2)
- Datos: Q3310851